# 3G busz (Salgótarján)
A salgótarjáni 3G jelzésű autóbusz járat a Helyi autóbusz-állomást és a Gorkij-telepet kötötte össze.

## Története
A járat az 1980-as évek közepén indult a régi Helyi járati autóbusz-állomásról a Gorkij telepre. Kezdetben a Bajcsy-Zsilinszky út helyett a Rákóczi úton járt, egészen 1997-ig a régi belvárosi helyi járati autóbusz-állomás megszűnéséig. 1997 után az áthelyezett Helyi autóbusz-állomásról indult, új útvonalon már a Bajcsy-Zsilinszky úton.
A 3G busz a 2012.február 4-i járatritkításkor szűnt meg.

## Útvonala
| Gorkij telep felé: | Helyi autóbusz-állomás felé: |
| --- | --- |
| Helyi autóbusz-állomás – Rákóczi út – Bem utca – Bajcsy-Zsilinszky út – Budapesti út – Hősök útja – Gorkij körút – Gorkij telep | Gorkij telep – Gorkij körút – Hősök útja – Budapesti út – Bajcsy-Zsilinszky út – Bem utca – Rákóczi út – Helyi autóbusz-állomás |

## Megállóhelyei
| 3G (Helyi autóbusz-állomás – Eperjes telep – Gorkij telep) |                              |     | |  |
| sz.                                                        | Megállóhely                  | sz. | Feltételezett átszállási kapcsolatok a járat megszűnésekor                                                                               |  |
| 0                                                          | Helyi autóbusz-állomás       | 10  | 1, 2A, 2T, 3, 3C, 3K, 4, 5, 6, 7, 7A, 8, 9, 10, 11, 11A, 11B, 13, 14, 19, 25, 25A, 27, 27A, 36, 45, 46, 58, 63, 75 Salgótarján-külső     |  |
| 1                                                          | Külső pályaudvar bejárati út | 9   | 1, 2A, 2T, 3, 3C, 3K, 4, 5, 6, 7, 7A, 8, 9, 9B, 10, 11, 11A, 11B, 13, 14, 19, 25, 25A, 27, 27A, 36, 45, 46, 58, 63, 75 Salgótarján-külső |  |
| 2                                                          | Tűzhelygyár alsó             | 8   | 1, 2A, 2T, 3C, 5, 6, 7, 7A, 8, 11, 11A, 11B, 13, 14, 19, 25, 25A, 27, 27A, 36, 45, 46, 58, 63, 75                                        |  |
| 3                                                          | Tűzhelygyár                  | 7   | 1, 2A, 2T, 3C, 5, 6, 7, 7A, 8, 11, 11A, 11B, 13, 14, 19, 25, 25A, 27, 27A, 36, 45, 46, 58, 63, 75                                        |  |
| 4                                                          | Megyeháza                    | 6   | 1, 3C, 5, 6, 7, 7A, 8, 11, 11A, 11B, 13, 14, 19, 25, 25A, 27, 27A, 36, 45, 46, 58, 63, 75                                                |  |
| 5                                                          | Bem út                       | ∫   | 1, 2A, 2T, 3C, 5, 6, 7, 7A, 8, 11, 11A, 11B, 13, 14, 19, 25, 25A, 27, 27A, 36, 45, 46, 58, 63, 75                                        |  |
| 6                                                          | Piac                         | 5   | 3C |  |
| 7                                                          | Bajcsy Zsilinszky út 14.     | 4   | 3C |  |
| 8                                                          | Eperjes telep                | 3   | 3C |  |
| 9                                                          | Baglyasi felüljáró           | 2   | 4, 3C, 14, 45, 46 |  |
| 10                                                         | Nírfácska út                 | 1   | 3C, 36, 63 |  |
| 11                                                         | Gorkij telep                 | 0   | 3C, 36, 63 |  |

## Közlekedés
Utolsó menetrendje alapján a járművek hétfő és péntek között 5-ször indultak mind a Gorkij telep mind pedig az Autóbusz-állomás felé. Hétvégén a járatok kizárólag szombaton indultak, vasárnap nem jártak a buszok.